# Alfonso Porras Maestre
Alfonso Porras Maestre (Lucena, Provincia de Córdoba, España; 30 de julio de 1923 - Lucena,  26 de mayo de 1988) fue un caballista y rejoneador lucentino.

## Biografía
Alfonso Porras Maestre fue un caballista y rejoneador lucentino, que con su abnegada afición y dedicación, durante cuarenta años, es hoy conocido en el mundo de la equitación, en especial, en la difícil doma en “Alta Escuela”.
Con él empezó la saga de los “Porras”, ya que han seguido sus pasos algunos de sus hijos y nietos.
Creó su Escuela de Equitación, Escuela de Equitación Alfonso Porras Maestre en Lucena, en los años 50, en la que domó sus propios caballos para sus actuaciones y las de su hijo Pepe, así como para diferentes rejoneadores y numerosos aficionados.
Autor del libro “El caballo y su doma” (enlace roto disponible en Internet Archive; véase el historial, la primera versión y la última)., editado en el año 1980,  doma de Alta Escuela.